# Mont Aniakchak
Pour les articles homonymes, voir Aniakchak.
Le mont Aniakchak est un volcan situé dans la Chaîne aléoutienne en Alaska, aux États-Unis. Sa caldeira, formée il y a 3 700 ans, mesure dix kilomètres de diamètre. Il est entouré par le parc Aniakchak National Monument and Preserve. En novembre 1967, la caldeira de l'Aniakchak est déclarée National Natural Landmark.

## Géographie
Le mont Aniakchak fait partie de la péninsule d'Alaska. Dans son cratère, le lac Surprise est la source de la rivière Aniakchak.

## Histoire éruptive

Représentation 3D du mont Aniakchak.

La caldeira se forma lors d'une éruption majeure (VEI de 6) en 1645 av. J.-C. Depuis, il y a eu plus de 20 éruptions, la dernière datant de 1931.